# Batėgala

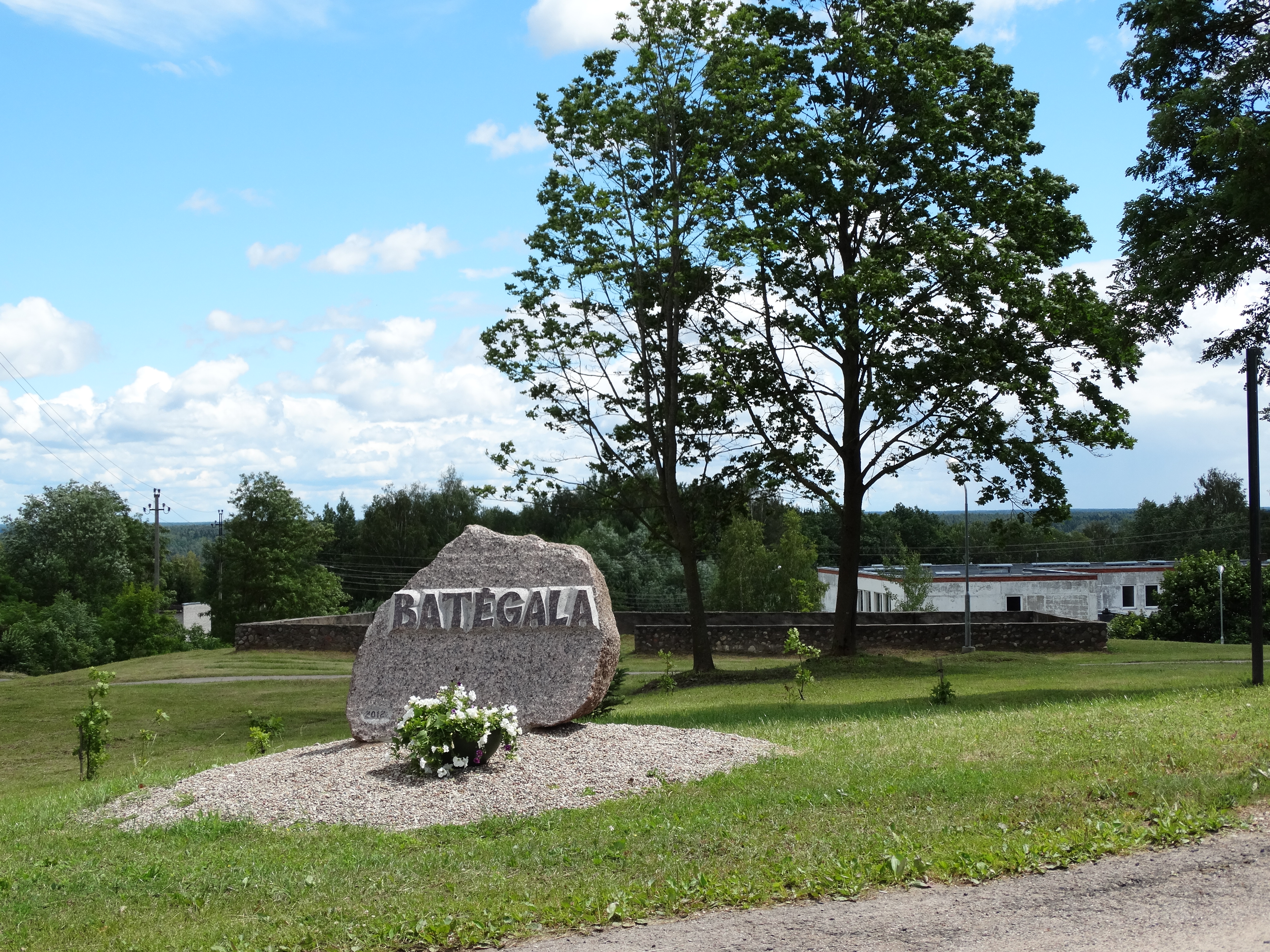

Batėgala ist ein Ort mit 350 Einwohnern (Stand: 2011) in Litauen. im Amtsbezirk Kulva, in der Rajongemeinde Jonava, Bezirk Kaunas, am rechten Neris-Flussufer, 10 km südwestlich von Jonava, an der Fernstraße Nr. 232 (Vilijampolė–Žeimiai–Šėta). Batėgala ist das Zentrum des gleichnamigen Unteramtsbezirks. Im Dorf gibt ein Postamt (LT-55051), eine Hauptschule, eine Bibliothek.